# Amphistomus respiciens
Amphistomus respiciens là một loài bọ cánh cứng trong họ Bọ hung (Scarabaeidae).